# La Haye Sainte

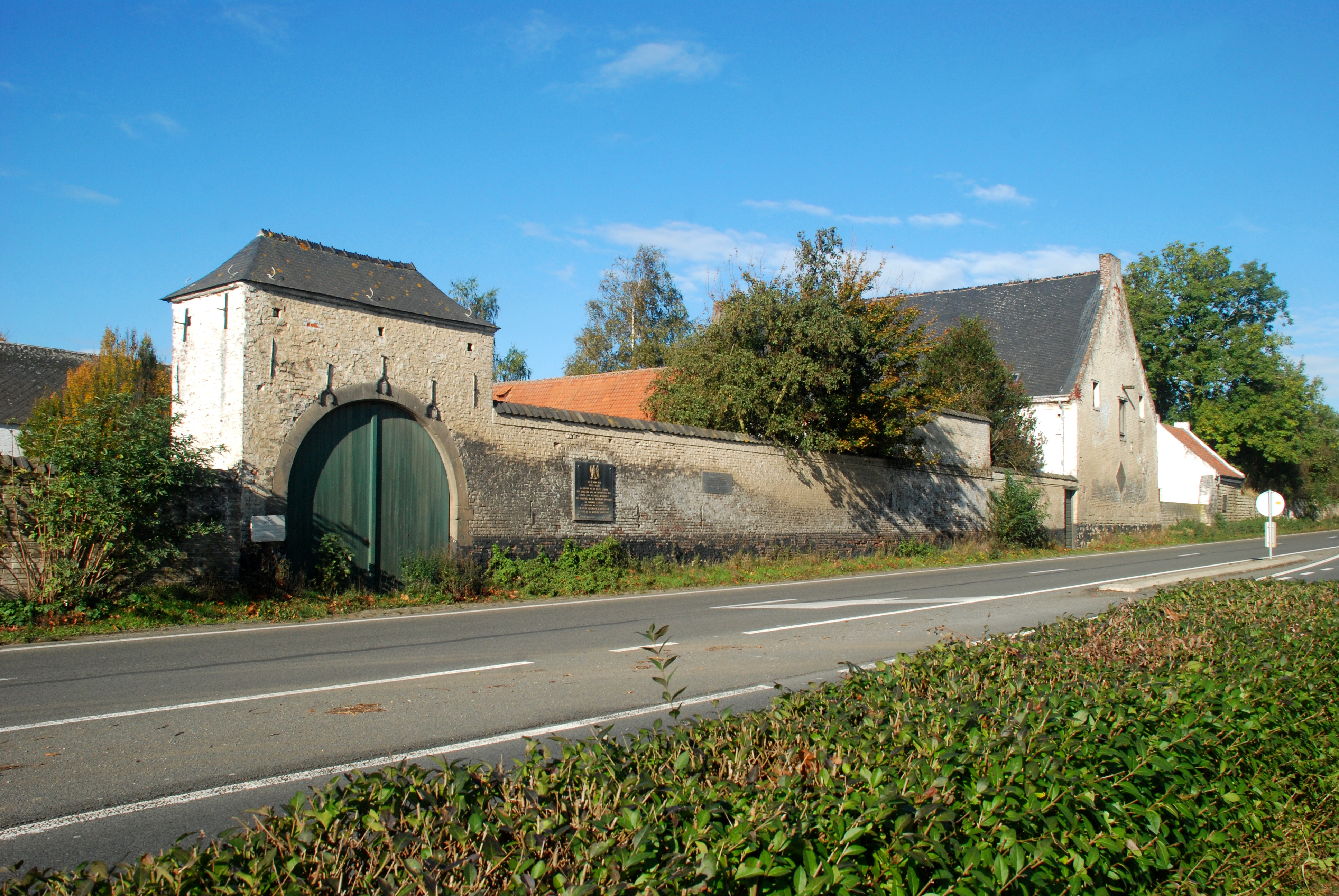
La Haye Sainte von der Straße aus gesehen

La Haye Sainte ist ein Gutshof am Fuße eines kleinen Hügels an der Straße zwischen Charleroi und Brüssel. Bei der Schlacht von Waterloo am 18. Juni 1815 spielte er eine wichtige Rolle.

## Schlacht von Waterloo
Die Straße, an der La Haye Sainte liegt, führt von Le Caillou, Napoleons Hauptquartier am Tag der Schlacht, über Belle-Alliance durch das Zentrum der französischen Linien zu einer Kreuzung auf dem Rücken eines Hügels und dann weiter nach Brüssel. Der Herzog von Wellington platzierte den Hauptteil seiner Truppen hinter dem Hügel zu beiden Seiten der Straße in Richtung Brüssel. Dadurch war der größte Teil seiner Truppen für die französische Artillerie nicht sichtbar.

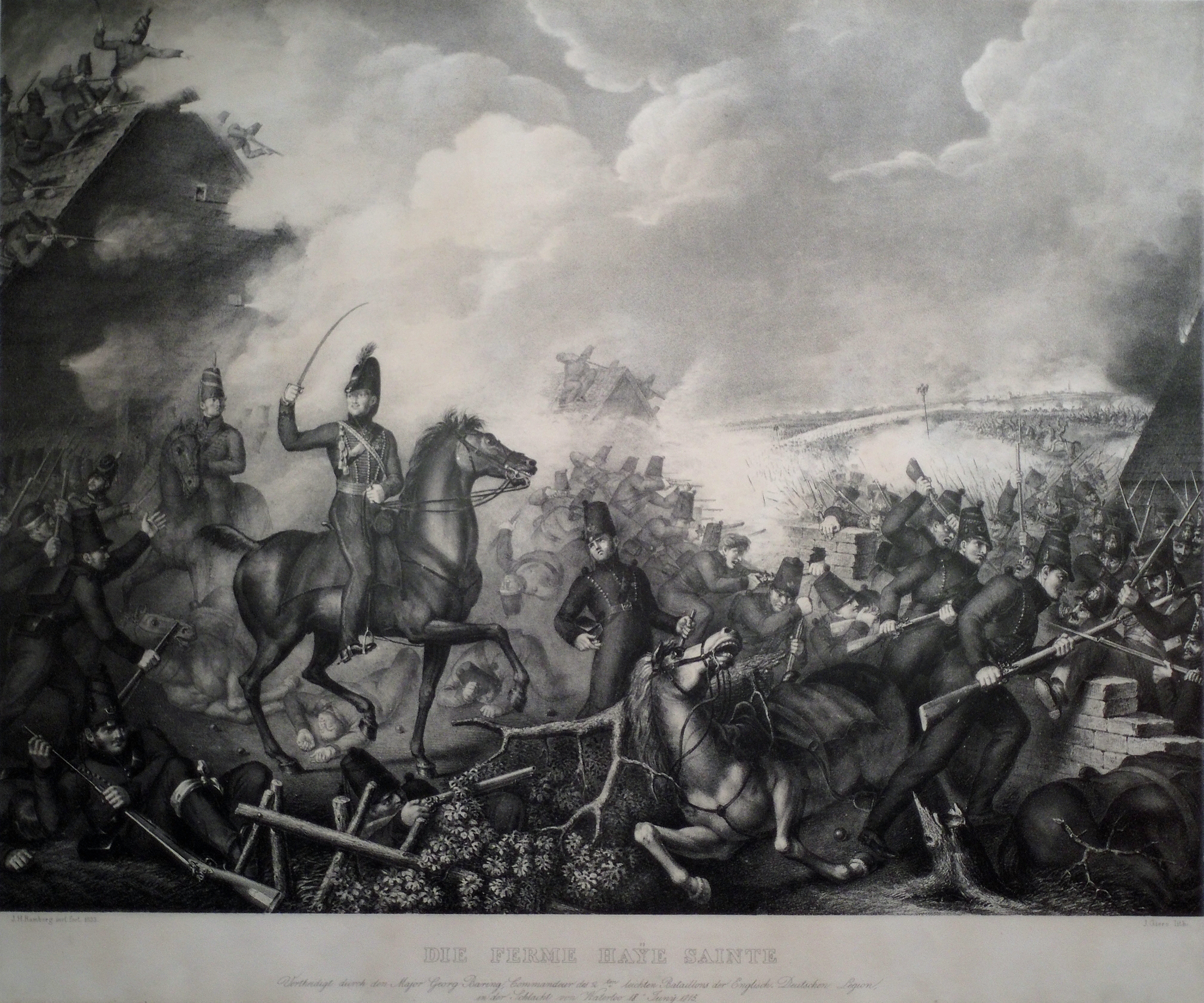
Verteidigung von La Haye Sainte durch Major Georg Baring

Vor dem Beginn der Schlacht musste der Hof noch notdürftig befestigt werden, da einige Truppen in der Nacht zuvor ein Tor als Feuerholz benutzt hatten. La Haye Sainte wurde vom 2. leichten Bataillon der King’s German Legion (KGL) unter dem Befehl von Major Georg Baring besetzt. Die Einheit wurde vom 1. leichten Bataillon KGL unter Major Dietrich Wilhelm Stolte, der leichten Kompanie des 5. Linienbataillons KGL und zwei Kompanien des Nassauischen Infanterie-Regiments unterstützt.
Da Napoleon und Wellington die strategische Position des Hofes erkannten, war dieser während des ganzen Tages umkämpft.
Die große Batterie der französischen schweren Artillerie eröffnete um 13:00 Uhr das Feuer, bevor d’Erlons Korps in Kolonne vorrückte. Es gelang ihm, La Haye Sainte zu umschließen und trotz schwerer Verluste durch dessen Besatzung das linke Zentrum von Wellingtons Linie anzugreifen. Als die Verteidigung La Haye Saintes nachzugeben drohte, wurde Pictons Division nach vorne geschickt, um die Lücke zu füllen. Nachdem die Franzosen von La Haye Sainte zurückgeschlagen wurden, wurden sie von den schweren Kavallerie-Brigaden unter Somerset und Ponsonby attackiert. Dieser Vorstoß nahm den Druck von der Stellung.
Gegen 15:00 Uhr befahl Napoleon Marschall Ney, den Hof zu erobern. Während Ney zwar mit 8000 Mann Kavallerie (ohne Unterstützung durch Infanterie oder Artillerie) erfolglos die alliierten Karrees auf der Brüssel zugewandten Seite des Hügels angriff, verfehlte er die Eroberung von La Haye Sainte.
Gegen 17:30 Uhr befahl Napoleon Ney erneut die Eroberung von La Haye Sainte. Die Franzosen hatten sich zu diesem Zeitpunkt an die Gebäude herangearbeitet.

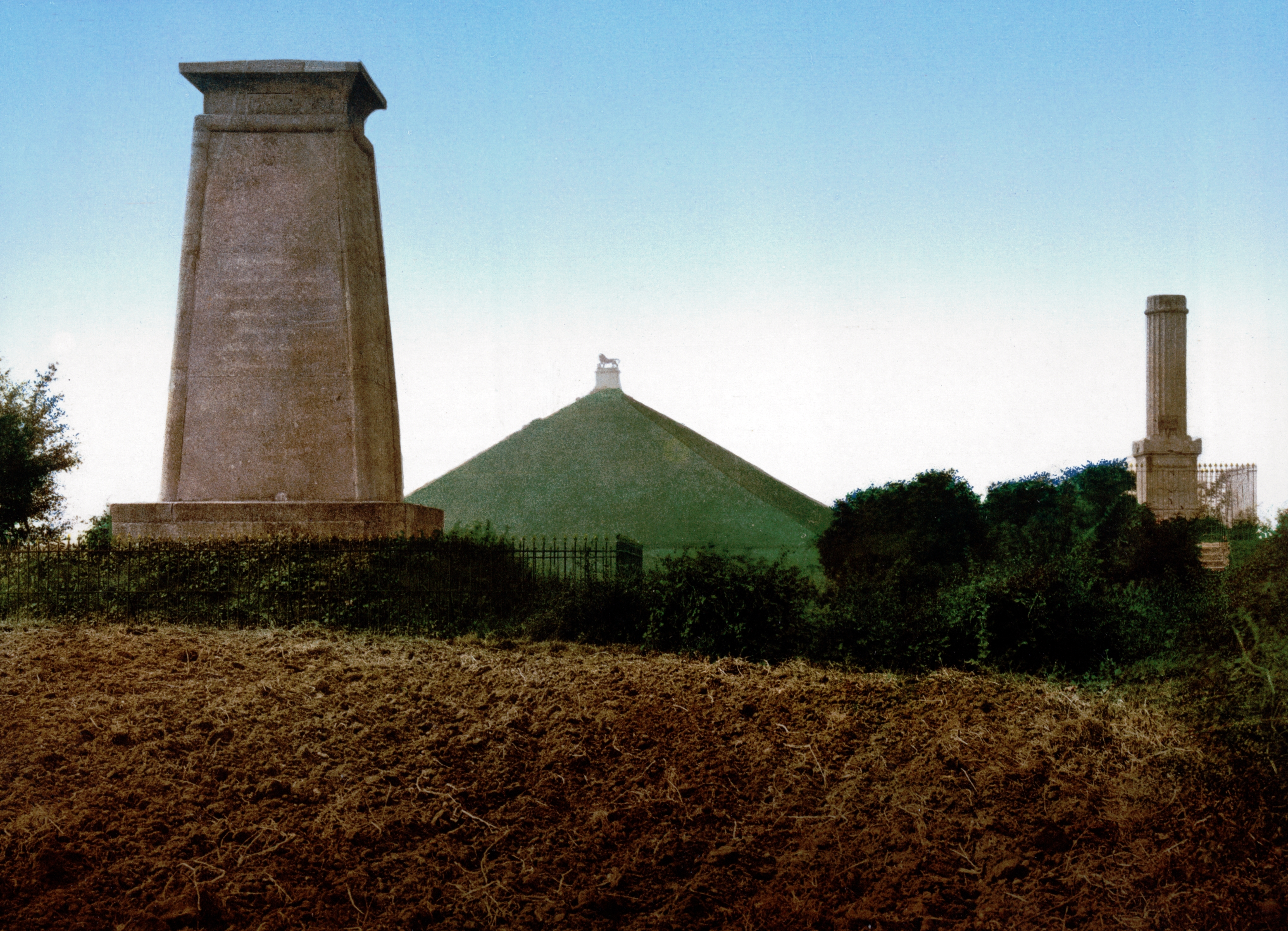
Denkmäler bei La Haye Sainte – links das Denkmal für die Hannoveraner

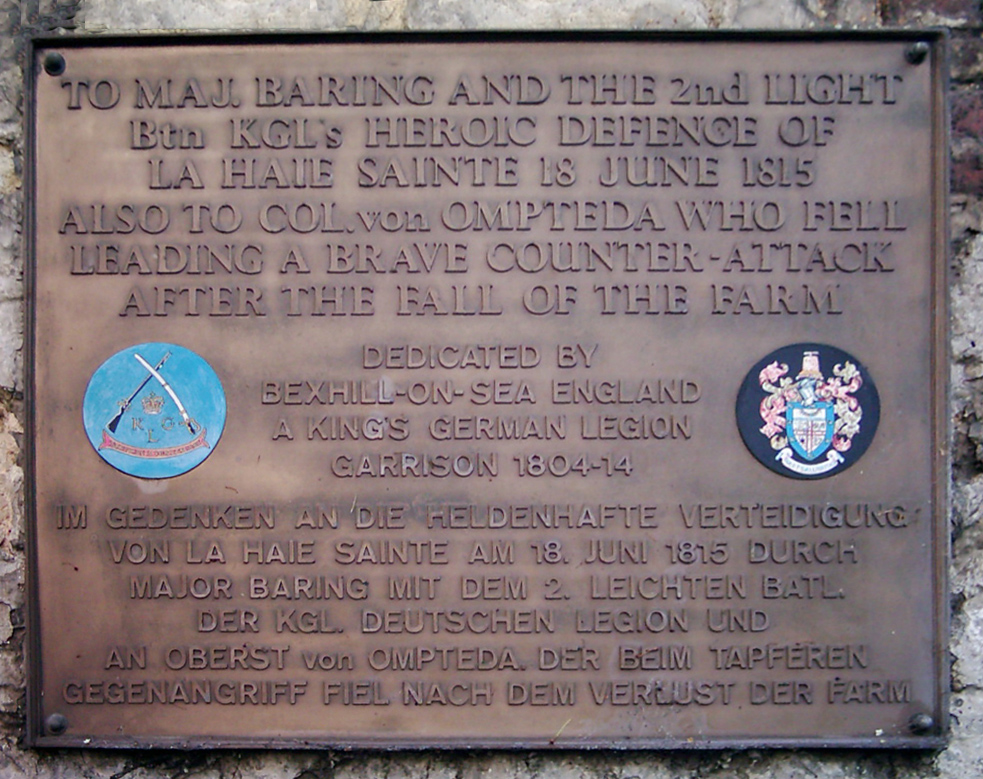
Gedenkplakette für die KGL an der Außenmauer

Mit starker Unterstützung durch Artillerie und einige Kavallerie übernahm Marschall Ney gegen 18:00 Uhr persönlich das Kommando über ein Infanterie-Regiment sowie eine Pioniertruppe und eroberte La Haye Sainte in einem furiosen Angriff. Die leichten Bataillone der KGL hatten keine Munition für ihre Baker Rifles mehr, da der Nachschub ausgeblieben war. Das notdürftig reparierte Tor wurde erstürmt und Feuer brach aus. Die Schützen benutzten ihre Gewehrkolben zum Abwehrkampf. Die letzten 42 von ursprünglich über 400 Mann (unter ihnen Baring und der Arzt der Truppe) mussten sich zurückziehen. Die Alliierten konnten nicht sofort zum Gegenangriff übergehen, da sie auf der abgewandten Seite in Karrees standen. Die Franzosen brachten nunmehr Kanonen nach vorne; die Schützen der 95th Rifles, die in dem „Sandloch“ östlich von La Haye Sainte in Stellung lagen, konnten jedoch die Kanoniere ausschalten, so dass die Geschütze nutzlos blieben.
Mit Hilfe der nunmehr französischen Besatzung von La Haye Sainte konnte die Alte Garde den Hügel erklimmen und die Alliierten auf der Brüsseler Seite (der abgewandten Seite) angreifen. Dieser letzte Angriff scheiterte jedoch und brachte den Franzosen nach dem Angriff der Preußen im Osten gegen 20:10 Uhr die Gewissheit, dass sie geschlagen waren.
Während des französischen Rückzugs wurde La Haye Sainte vor 21:00 Uhr, als Blücher und Wellington sich in La Belle Alliance trafen, wieder zurückerobert.

## Nach der Schlacht
„Ein Versuch der britischen Königin, während ihres … Staatsbesuchs im Mai 1965, also fast 150 Jahre nach den Ereignissen, einen Kranz an der Waterloosäule in Hannover [für die KGL] niederzulegen, wurde von der westdeutschen Regierung vereitelt.“
Heute ist La Haye Sainte in Privatbesitz und wird bewohnt. An der Außenwand befinden sich Gedenktafeln für die KGL und die französischen Truppen. Auf der gegenüberliegenden Straßenseite befindet sich ein Denkmal für die King’s German Legion.